# Reaccions internacionals a la invasió russa d'Ucraïna del 2022

Països que han condemnat la invasió
Països que han mantingut una postura neutral
Països que donen suport a les accions de Rússia
Sense dades
----
Rússia
Ucraïna

|  | Aquest article es refereix a esdeveniments derivats de la Invasió russa d'Ucraïna del 2022. |

La següent és una llista de reaccions a la invasió russa d'Ucraïna de 2022 que va començar el 24 de febrer del 2022.

## Suport a Rússia

### Països
- Belarús[1]
- Corea del Nord[2]
- Cuba: El ministeri d'Afers exteriors va criticar fortament als Estats Units per imposar «la progressiva expansió de l'OTAN cap a les fronteres de la Federació Russa» i va demanar una sortida diplomàtica a través del diàleg constructiu i respectuós per a preservar la pau internacional.[3]
- Eritrea[2]
- Iran: El portaveu del Ministeri d'Afers Exteriors, Saeed Khatibzadeh, va declarar: «La República Islàmica de l'Iran segueix amb gran preocupació els esdeveniments a Ucraïna. Per desgràcia, la continuació de les provocacions de l'OTAN ha deixat a la regió euroasiàtica a la vora d'una crisi a gran escala».[4]
- Kirguizstan (no oficial): Si bé el govern kirguís no va publicar cap mena de declaració oficial al respecte,[1] en el transcurs de la invasió, el president rus i el President del Kirguizstan, Sadir Japarov, van mantenir una conversa telefònica per tractar les relacions entre Kirguizstan i Rússia. No obstant això, el servei de premsa de Kremlin va assegurar que Japarov va expressar tot el seu suport a les accions de Rússia per «protegir la població civil del Donbass».[5]
- Myanmar: El portaveu del Consell d'Administració de l'Estat de Myanmar, Zaw Min Tun, va donar suport a la decisió de Rússia, declarant que «Rússia estava actuant per a protegir la seva sobirania» i va elogiar el paper de Rússia en l'equilibri del poder mundial.[6]
- Nicaragua[3]
- Síria[3]
- Veneçuela: El president Nicolás Maduro va expressar el seu ple suport a les accions del president rus Vladimir Putin al territori d'Ucraïna.[3]

## Posició neutral

### Països
- Afganistan: El govern talibà va expressar la seva preocupació per la possibilitat real de víctimes civils i va comunicar que «l'Emirat Islàmic de l'Afganistan, d'acord amb la seva política exterior de neutralitat, demana a ambdues parts del conflicte que resolguin la crisi mitjançant el diàleg i mitjans pacífics».[7]
- Bolívia[8]
- Emirats Àrabs Units: El país es va abstenir el divendres en la votació de la resolució del Consell de Seguretat de l'ONU que hauria deplorat la invasió d'Ucraïna per part de Moscou.[9]
- Índia[9]
- R.P. de la Xina:[9] El govern xinès va declarar el 24 de febrer que el conflicte no era pas una invasió i va acusar als Estats Units d'agitar la guerra. La portaveu del Ministeri d'Afers exteriors de la República Popular de la Xina, Hua Chunying, va instar totes dues parts a treballar per la pau, en lloc d'intensificar les tensions.[10]
- Sud-àfrica: El ministeri d'Afers exteriors del país va comunicar: «La República de Sud-àfrica està consternada per l'escalada del conflicte a Ucraïna. Lamentem que la situació s'hagi deteriorat malgrat les crides a la diplomàcia per imperar. […] En línia amb el nostre ferm compromís amb la resolució pacífica del conflicte, Sud-àfrica insta a totes les parts a dedicar més esforços a la diplomàcia i a trobar una solució que ajudi a evitar una nova escalada».[11]
- Uzbekistan[12]

## Contra la invasió

### Organitzacions internacionals
- Associació de Nacions del Sud-est Asiàtic: Els ministres d'Afers exteriors de l'Associació de Nacions del Sud-est Asiàtic (ASEAN) van expressar la seva gran preocupació per les tensions entre Rússia i Ucraïna i van instar la màxima moderació i al diàleg.[13]
- Organització de les Nacions Unides: El secretari general, António Guterres, va instar a Rússia que posés fi de manera immediata a l'agressió a Ucraïna, mentre que els ambaixadors de França i els Estats Units d'Amèrica van anunciar que presentarien una resolució al Consell de Seguretat de les Nacions Unides el 25 de febrer de 2022.[14]
- G-7: Després d'una reunió virtual, els estats membres de l'organització –els Estats Units, França, el Canadà, el Japó, el Regne Unit, Itàlia i Alemanya- van emetre un comunicat conjunt condemnant «enèrgicament» l'agressió russa i prometen «suport i solidaritat indestructibles» a Ucraïna.[15]
- Organització dels Estats Americans: L'organització americana va emetre una declaració en la qual condemnava l'atemptat com «inqüestionablement [un atac] a la pau i la seguretat de la humanitat, així com a les relacions civilitzades entre Estats».[16]
- Unió Africana: El president de la Comissió de la Unió Africana, Moussa Faki, i el president de la Unió Africana i del Senegal, Macky Sall, van demanar a Rússia i a «qualsevol altre actor regional o internacional que respectin imperativament el dret internacional, la integritat territorial i la sobirania nacional d'Ucraïna» i van instar a les dues parts del conflicte a establir un alto-el-foc immediat i a iniciar negociacions polítiques sense demora.[17]
- Unió Europea: La presidenta de la Comissió Europea, Ursula von der Leyen, va tuitejar: «No deixarem que el president Putin derroqui l'arquitectura de seguretat d'Europa» i el cap de la política exterior Josep Borrell va demanar a Putin que detingui l'«agressió sense sentit». La presidenta del Parlament Europeu, Roberta Metsola, va demanar una «acció immediata, ràpida, sòlida i veloç» i va convocar una sessió extraordinària del Parlament per a l'1 de març.[18]

### Països
El Regne Unit, els Estats Units d'Amèrica, el Canadà i la Unió Europea han qualificat l'atac de no provocat i injustificat, i han promès dures sancions a persones, empreses i actius russos. L'atac també ha estat condemnat per la major part de la comunitat internacional.
Polònia, Romania, Lituània, Letònia i Estònia van iniciar les consultes de seguretat de l'OTAN en virtut de l'article 4. La primera ministra estoniana, Kaja Kallas, va declarar: «L'agressió generalitzada de Rússia és una amenaça per a tothom i per a tots els països de l'OTAN, i han d'iniciar-se les consultes de l'OTAN sobre el reforç de la seguretat dels Aliats per a aplicar mesures addicionals que garanteixin la defensa dels Aliats de l'OTAN. La resposta més eficaç a l'agressió de Rússia és la unitat».
El president turc, Recep Tayyip Erdoğan, en una declaració televisada, va condemnar la invasió russa d'Ucraïna com un «dur cop a la pau i l'estabilitat regionals» i va dir que «[Turquia] rebutja l'operació militar de Rússia». El mateix dia, el Ministeri d'Afers exteriors turc va emetre una declaració escrita en la qual deia: «Aquest atac, més enllà de destruir els acords de Minsk, és una greu violació del dret internacional i suposa una greu amenaça per a la seguretat de la nostra regió i del món. […] Demanem a la Federació Russa que detingui immediatament aquest acte injust i il·legal. El nostre suport a la unitat política, la sobirania i la integritat territorial d'Ucraïna continuarà».
Nombrosos països arreu del món també van condemnar com és el cas dels membres no permanents del Consell de Seguretat de les Nacions Unides Albània, Ghana, el Gabon, Kenya, Mèxic i Noruega o d'altres com Andorra, l'Argentina, Austràlia, Corea del Sud, Costa Rica, Geòrgia, Israel, el Japó, Singapur o Xile.

### Altres reaccions
24 de febrer
- Lituània: El president de Lituània, Gitanas Nausėda, va signar un decret que imposa l'estat d'emergència durant dues setmanes a tot el país que va ser aprovat pel parlament nacional per unanimitat en una sessió extraordinària, per garantir la «seguretat externa de Lituània».[24]

- Moldàvia: El 24 de febrer, la presidenta de Moldàvia, Maia Sandu, va donar l'ordre de tancar l'espai aeri nacional, de reforçar la Frontera entre Ucraïna i Moldàvia –on també hi ha l'estat independent de facto Transnístria, que compta amb el suport econòmic i militar de Rússia–, d'elevar el nivell d'alerta antiterrorista i de demanar al parlament nacional a que declarés l'estat d'emergència a tot el país arran de la agressió rusa, la qual la presidenta la va considerar una «una violació flagrant del Dret Internacional».[25] El dia següent, el parlament va aprovar la declaració de l'estat d'emergència per seixanta dies.[26]

25 de febrer
- Consell d'Europa: L'òrgan executiu del Consell, el comitè de ministres, va acordar apartar temporalment Rússia en considerar que ha incorregut en violacions greus de l'estatut de l'organisme per la invasió.[27]
- Moldàvia: El parlament nacional va aprovar l'estat d'emèrgencia per seixanta dies a petició del govern moldau.[26]
- Guatemala: El president del país, Alejandro Giammattei, va condemnar les accions russes contra la sobirania ucraïnesa i, en conseqüència, va ordenar la retirada del seu ambaixador a Rússia.[28]
- Micronèsia: El govern dels Estats Federats de Micronèsia va declarar la ruptura de les relacions diplomàtiques amb Rússia, amb qui es van establir el 1999, i va expressar la seva solidaritat amb Ucraïna.[29]

26 de febrer
- Eslovàquia: El govern eslovac va declarar l'estat d'emergència a partir de migdia a tot el país per l'arribada massiva dels refugiats ucraïnesos que s'escapaven del conflicte.[30]
- Grècia: Una crisi diplomàtica en les relacions entre Grècia i Rússia es va desencadenar quan les forces aèries d'aquest últim país van bombardejar dos pobles de la minoria grega a Ucraïna, prop de Mariúpol, matant a 10 grecs.[31] El govern grec va protestar enèrgicament, convocant a l'ambaixador rus. Els EUA i diversos governs europeus com França, Alemanya, Polònia i Suècia van expressar les seves condolences a Grècia per la massacre, mentre que Moscou va negar qualsevol implicació, i l'ambaixada russa va afirmar que una organització militant ucraïnesa d'Ultradreta, el Batalló Azov, estava darrere de l'incident. Atenes va refutar les afirmacions de Moscou, anunciant que posseeix proves de la implicació russa.[32] Després d'això, el primer ministre grec, Kiriakos Mitsotakis, va anunciar que el seu país enviarà material militar defensiu i ajuda humanitària per a fer costat a Ucraïna.[33]

27 de febrer
- Kosovo: Arran de la invasió, el ministre de Defensa Armend Mehaj va tornar a demanar als EUA la accelaració de l'adhesió de Kosovo a l'OTAN i l'establiment d'una base militar de les forces estatunidenques (actualment hi ha 635 soldats com a part d'una missió de manteniment de la pau de l'OTAN).[34]

28 de febrer
- Finlàndia: El parlament va discutir sobre l'adhesió del país a l'OTAN després que una iniciativa popular aconseguís recollir 50.000 signatures que instaven la convocatòria d'un referèndum al respecte.[35]
- Turquia: El ministre d'Afers Exteriors Mevlut Cavusoglu va anunciar el tancament dels estrets de Bòsfor i Dardanells al pas de vaixells de guerra de qualsevol país, exercint la autoritat que l'hi atorga la convenció de Montreux.[36][37]
- Ucraïna: El president Volodímir Zelenski va sol·licitar l'adhesió a la Unió Europea a través d'un «procediment especial nou».[38] Ha rebut el suport de Bulgària, la República Txeca, Estònia, Letònia, Lituània, Polònia, Eslovàquia i Eslovènia.[38]

3 de març
- Geòrgia: El primer ministre del país, Irakli Garibashvili, va demanar formalment l'adhesió a la Unió Europea.[39]
- Moldàvia: La presidenta Maia Sandu va signar la sol·licitud formal d'adherir-se a la Unió Europea.

19 de gener de 2023
- Sèrbia: Malgrat que el país balcà va votar el 2 març de 2022 a favor d'una resolució a l'assemblea general de l'ONU que demanava a Rússia la retirada d'Ucraïna, això s'havia considerat més aviat conseqüència de la pressió de la UE, atès que mai no va aplicar sancions a Rússia ni emetre cap condemna pública a la invasió russa d'Ucraïna,[40] Però en una entrevista concedida a Bloomberg i publicada el 18 de gener de 2023, el president Aleksandar Vučić va fer-ho explícitament, esmentant que en el passat sí que havia mantingut un contacte fluid amb Putin.[41]

5 de gener de 2023: el COI
- COI: El Comitè Olímpic Internacional (COI) va fer públic un manifest[42] de suport al poble ucraïnès, en el que preveia que cap funcionari ni representant polític rus o belarús fos convidat ni acreditat a cap esdeveniment esportiu internacional, ni s'exhibissin banderes, colors o qualsevol identificació ni en sonessin els himnes, però oferia a atletes d'aquestes nacionalitats poder competir sota bandera neutral. Això va provocar una forta reacció contrària d'Ucraïna, a la que també s'hi va sumar la primera ministra d'Estònia, Kaja Kallas.[43] El 2 de febrer Letònia, Lituània i Polònia es van afegir a la petició de no deixar competir als esportistes russos i belarussos, mentre Letònia i Ucraïna van amenaçar de fer-hi boicot i no participar-hi donat el cas, mentre que Polònia esmentava aquesta possibilitat i la de fer una coalició d'uns 40 estats que es podrien afegir a l'hipotètic boicot, inclosos EUA, Regne Unit i el Canadà. Per la seva banda, el director dels Jocs Olímpics d'estiu de 2024 de París, Tony Estanguet, va recordar que la decisió requeia en el Comitè Olímpic Internacional, però va precisar que era favorable a mantenir el símbol de caràcter universal dels Jocs Olímpics i deixar competir-hi els esportistes sota bandera i símbols neutres.[44][45] El govern d'Ucraïna va prohibir el 14 d'abril de 2023 als seus equips olímpics i paralímpics participar en competicions en què hi prenguessin part esportistes russos i belarussos.[46]

21 d'agost de 2023: els Balcans en suport a Ucraïna
- El 21 d'agost, una desena de països dels Balcans (Sèrbia, Moldàvia, Montenegro, Grècia, Romania, Kosovo, Bòsnia i Hercegovina, Macedònia del Nord, Bulgària i Croàcia) van signar una declaració a favor d'Ucraïna, contra la «impunitat per als crims de guerra» i els atacs contra civils i infraestructures no militars. La declaració es va signar en una trobada dels 10 països (amb l'absència d'Albània que es trobava en un moment de tensió diplomàtica amb Grècia, per altres motius, on es va celebrar la trobada) i hi van assistir el president ucraïnès, Volodímir Zelenski, la presidenta de la Comissió Europea, Ursula von der Leyen, i el president del Consell Europeu, Charles Michel.[47]

El Comitè Olímpic Internacional (COI) va anunciar la suspensió del Comitè Olímpic Rus (COR) el 12 d'octubre de 2023 amb efectes immediats i fins a nou avís, degut a la inclusió per part del COR de les regions ucraïneses annexades (Donetsk, Luhansk, kherson i Zaporíjia). La suspensió es va produir durant les reunions preparatòries de la seva 141a sessió a Bombai, que s'havia de produir durant entre els dies 15 i 17 d'octubre. Va remarcar tanmateix que segueix reservant-se la decisió última de permetre la participació, sota bandera neutral, d'esportistes russos i belarussos als Jocs Olímpics d'Estiu de 2024 de París i els d'hivern de 2026 de Milano Cortina.
El COI va autoritzar finalment el 8 de desembre la participació d'atletes russos i belarussos en aquesta edició dels Jocs sota bandera neutral, tot i que amb algunes restriccions. Així els atletes només podran participar en disciplines individuals, que no hagin donat suport actiu a la invasió russa d'Ucraïna i que no tinguin contracte amb l'exèrcit ni amb les agències de seguretat de sengles països. En el moment de l'anunci només 8 atletes russos i 3 belarussos complien els requisits. A més a més, la Federació Internacional d'Atletisme va mantenir la seva exclusió a atletes d'aquests països, per la qual cosa no podran participar-hi en proves atlètiques. També va mantenir la sanció de disputar proves internacionals en territori dels dos països i de permetre assistir a representants seus als Jocs.

## Mobilitzacions populars
Hi va haver manifestacions davant consulats i ambaixades de Rússia a tot el món:
| - Albània - Andorra - Argentina - Armènia - Azerbaidjan - Bangladesh - Belarús - Bèlgica - Bolívia - Bòsnia i Herzegovina - Brasil - Bulgària - Canadà - Xile - Colòmbia - Croàcia - República Txeca - Dinamarca - Estònia - Finlàndia | - França - Geòrgia - Gràcia - Hongria - Islàndia - Índia - Indonèsia - Iran - Irlanda - Israel - Itàlia - Kazakhstan - Kosovo - Kirguizstan - Letònia - Líban - Lituània - Malàisia - Malta - Mèxic | - Moldàvia - Montenegro - Països Baixos - Nova Zelanda - Macedònia del Nord - Noruega - Pakistan - Panamà - Perú - Polònia - Filipines - Portugal - Romania - Sèrbia - Eslovàquia - Eslovènia - Sud-àfrica - Corea del Sud - Espanya - Sri Lanka | - Suècia - Taiwan - Tailàndia - Turquia - Regne Unit - Estats Units - Uruguai - Veneçuela |

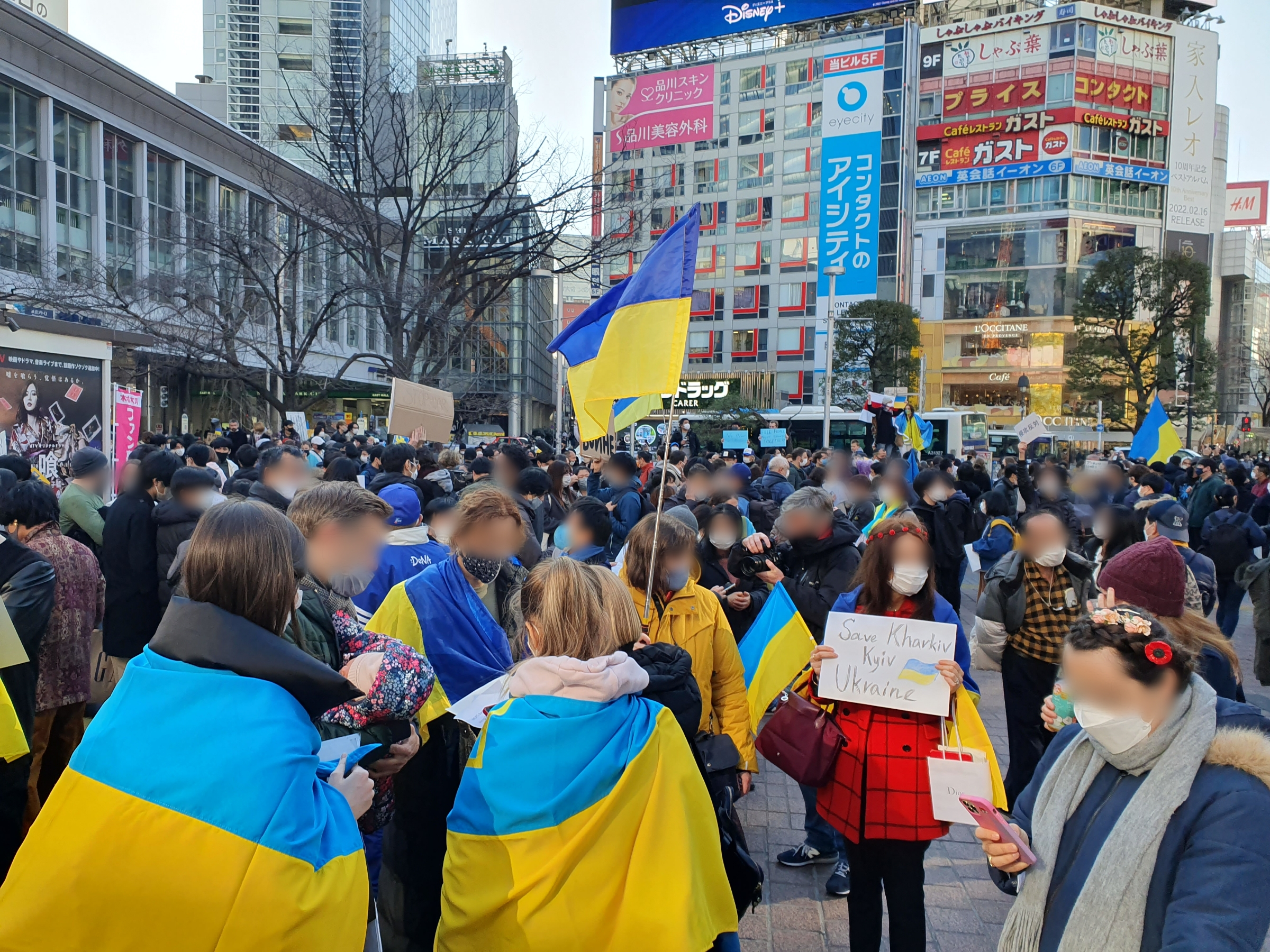
Protestes a Tòquio, Japó.

Pel que fa al nombre d'assistents a les protestes, el 26 de febrer les de Tallin, Tartu i Narva van aplegar segons la policia almenys 30.000 persones, la que seria la protesta més massiva des de la 1991. L'endemà, 27 de febrer unes 100.000 persones van protestar a Berlín i el 28 de febrer més de 250.000 persones es van aplegar a Colònia. A l'Iran un petit grup de persones es van aplegar davant el consolat ucraïnès per mostrar el seu suport al país, davant la impossibilitat de fer-ho davant el consolat rus.
Segons OVD-Info, gairebé 1.728 manifestants en 53 ciutats de Rússia van ser detinguts per la policia en el primer dia de la invasió.

## Països Catalans

### Partits polítics
La totalitat dels partits catalans excepte la CUP va votar a favor de signar una proposició no de llei de condemna de la invasió russa i de solidaritat amb Ucraïna el 3 de març de 2022 al Congrés espanyol. El portaveu del partit, Albert Botran, va justificar la seva posició pel fet que no es fes cap comentari sobre la implicació de l'OTAN amb arguments com ara "els Estats Units són un actor involucrat en el Maidan, com la UE, que ha jugat a enfrontar des de fora" i criticant l'enviament d'armes als ucraïnesos. Anteriorment la CUP ja havia emès un comunicat el 25 de febrer en el qual tot i condemnar Putin ("Denunciem les accions militars que pateix el poble d'Ucraïna per part de Rússia i l'OTAN, així com el paper que ha tingut la UE") insistia més sobre la suposada responsabilitat de l'OTAN, la Unió Europea i els Estats Units: "Cal assenyalar també les responsabilitats dels EUA i de l'OTAN com a forces imperialistes que han promogut la guerra amb conseqüències desastroses per la població". l'endemà d'un rebuig, juntament amb els ultradretans de Vox, de subscriure una declaració institucional del Parlament català contra l'agressió russa.
El 18 de març els anticapitalistes es van negar a aplaudir el cònsol d'Ucraïna, Artem Vorobiov, que havia estat rebut al Parlament.

### Societat civil
Als Països Catalans s'han registrat protestes proucraïneses davant del Consolat de Rússia a Barcelona, a la plaça de Sant Jaume de Barcelona, davant del consolat rus a València. No s'ha registrat cap protesta prorussa o a favor de la invasió russa.

### Acolliment de població ucraïnesa refugiada
A 10 de gener de 2023, i segons dades de l'ACNUR, es van acollir a través del mecanisme de la Directiva de protecció temporal un total de 4.928.311 persones, tot i que se n'han registrat per altres mecanismes o bé simplement van retornar un total de 7.968.510. Per estats les dades són les següents:
| Núm. d'ordre a Europa | Estat    | Població refugiada |
| --------------------- | -------- | ------------------ |
| 1                     | Polònia  | 1.563.386          |
| 2                     | Alemanya | 1.021.667          |
| 3                     | Txèquia  | 477.614            |
| 4                     | Itàlia   | 167.925            |
| 5                     | Espanya  | 161.012            |
| 7                     | França   | 118.994            |

Segons dades del Ministeri de l'Interior espanyol fins al 28 de desembre de 2022, al País Valencià és on més població ucraïnesa refugiada es va acollir de l'estat espanyol, des que es va activar el mecanisme fixat per la Directiva de protecció temporal el passat 10 de març de 2022, amb un total de 42.739 persones (27% del total de l'estat espanyol). A Catalunya s'hi van acollir, en el mateix període, un total de 36.641 persones (23%). Entre els dos territoris sumen gairebé la meitat del total estatal (49%).